# 豊田まみ子
豊田 まみ子（とよだ まみこ、女性、1992年4月11日 - ）は、日本のパラバドミントン選手である。クラスはSU5（上肢機能障がい）。

## 来歴
福岡県福岡市出身。先天的に左肘から先がなく誕生した。実母の影響で小学4年次からバドミントン競技を始める。バドミントン強豪校の精華女子高等学校を経て、筑紫女学園大学に進学した。中学までは健常者と対等に渡り合うことができたが、高校生になると歯が立たなくなった。当時は、健常者と対等にプレーすることにこだわっていたが、監督から説得を受け、パラバドミントンの大会に出場することとなる。パラバドミントンの世界に入ったのはこれがきっかけである。
同学在学中の2013年11月にドイツのドルトムントで開催されたパラバドミントン世界選手権（英語版）で優勝し世界チャンピオンとなった。同学卒業後はヨネックスに勤務する傍ら、同社バドミントン部で研鑽を積んだ。2016年11月からバドミントン選手の米倉加奈子が専属コーチを務めている。
ディフェンディングチャンピオンとして迎えた2015年のパラバドミントン世界選手権は、イングランドのアイルズベリーで9月に開催され、準優勝に甘んじた。
パラバドミントンは東京パラリンピックで正式種目として採用されることが決定しており、豊田はその出場とメダル獲得を目指す。
好物はカレーライスとイチゴアイス、メロン。安室奈美恵のファンである。

## 戦績
- 2013年 - パラバドミントン世界選手権シングルス 優勝
- 2014年 - アジアパラ競技大会シングルス ベスト8
- 2015年-パラバドミントン世界選手権シングルス 準優勝
- 2016年-日本障がい者バドミントン選手権大会 ダブルス 優勝
- 2019年-パラバドミントン世界選手権シングルス ベスト8

## 受賞歴
- 2016年 - 千葉県障がい者スポーツ優秀選手[9]

## メディア出演
- みずほ銀行-TVCM「JUNP篇」15秒・30秒[10][11]

- フジテレビ（関東ローカル）PARA☆DO！出演[12]。

- 集英社「パラスポ＋」
  - インタビュー【前編】パラアスリートのなりたい私。「誰かの挑戦のきっかけに なれたらうれしい」[13]
  - インタビュー【後編】パラアスリートのなりたい私。「多くの方にこのパラバドミントンの魅力を知ってもらいたい」[14]
  - インタビュー パラアスリート豊田まみ子さんの「バッグの中身、見せて！」[15]
  - 集英社元旦新聞広告とパラアスリートのコラボレーションが実現 その５[16]